# Cheratite
La cheratite è un'infiammazione della cornea, la parte anteriore trasparente del bulbo oculare, la prima lente del percorso ottico, costantemente ricoperta dal film lacrimale.
I segni della cheratite sono soggettivi (epifora, fotofobia, blefarospasmo, sensazione di corpo estraneo, cefalea frontale, conati di vomito) e/o oggettivi (iniezione pericheratica, congiuntivite peribulbare, infiltrati stromali, lesioni epiteliali).

## Classificazione
Si distinguono le cheratiti superficiali che, dopo la guarigione, generalmente non lasciano cicatrici, da quelle profonde, che possono lasciare porzioni di cornea non perfettamente trasparenti (leucoma corneale); se il leucoma è posizionato in prossimità dell'asse visivo principale può ridurre la capacità visiva.
Anche un'ulcera corneale  può essere definita una forma di cheratite, con lesione che interessa l'epitelio e lo stroma sottostante.
Quei tipi di cheratiti dovuti ad esposizione eccessiva a raggi ultravioletti sono dette cheratite attinica. Tra queste c'è la cecità da neve, malattia tipica delle regioni artiche, che deve il nome alla sua causa (esposizione non protetta e per periodi prolungati al riverbero della neve). Anche l'esposizione prolungata non protetta a fonti elevate di raggi ultravioletti, quale ad esempio l'arco voltaico delle saldatrici elettriche o le lampade abbronzanti, può essere causa di cheratite attinica.
Si distinguono inoltre infiammazioni:
- non suppurative
  - cheratite disciforme
  - cheratite puntata
  - ulcera dendritica
- suppurative
  - ulcera serpiginosa
  - ulcera di Mooren o rodente
- marginali
  - da congiuntivite
  - di origine nasale
- ascesso anulare

## Eziopatogenesi
Si riconoscono cheratiti dovute a:
- Agenti fisici (ad esempio i raggi ultravioletti)
- Agenti chimici (ad esempio acidi o alcali)
- Agenti biologici (ad esempio protozoi, batteri, virus, funghi)

Tra le cheratiti da agenti fisici le più comuni sono quelle da esposizione ai raggi ultravioletti; per quelle da agenti chimici bisogna considerare le forme da acidi e da sostanze alcaline, generalmente più gravi; storicamente le più frequenti sono quelle da calce. Le cheratiti da agenti biologici possono essere dovute a batteri, miceti, Chlamydie, virus o protozoi. La diagnosi eziologica può essere difficoltosa sulla base dei soli segni clinici, per cui nelle forme più gravi è necessario effettuare localmente prelievi per esami microbiologici e citologici.  Ad oggi, nei paesi con maggiore diffusione di pratiche igieniche quotidiane, legate alla diffusa disponibilità di acqua potabilizzata, con assenza di inquinanti biologici, è scarsamente rappresentata la presenza di infezioni comuni di origine batterica. Con la diffusione dell'uso delle lenti a contatto morbide, tra coloro che hanno un difetto visivo da correggere, è cresciuta la frequenza con la quale si ritrovano cheratiti infettive legate a batteri e funghi inquinanti i contenitori ed i liquidi usati per la conservazione. File:Parasite140120-fig1 Acanthamoeba keratitis Figure 1A.png

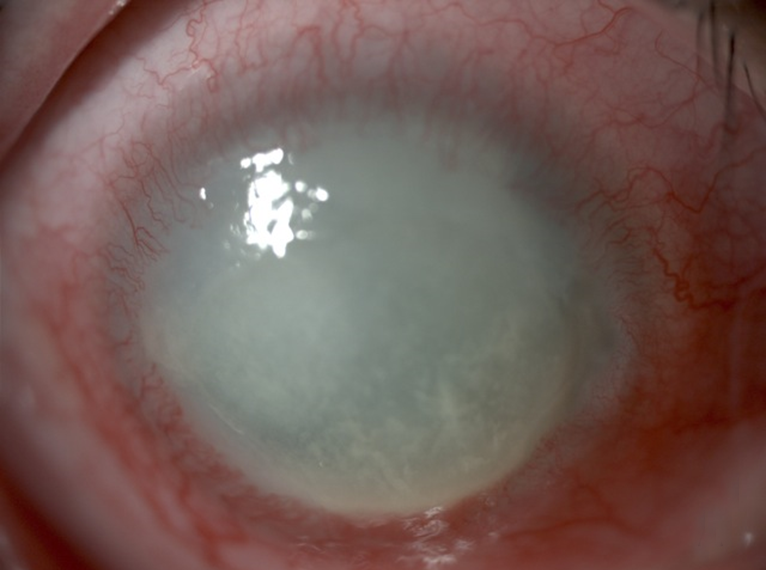
Cheratite amebica

Tra quelle più insidiose è un'infezione da protozoo Acanthamoeba hystolitica (amebe) che può provocare una disgregazione del tessuto corneale. La diagnosi di Cheratite da Acanthamoeba non è agevole, in quanto il protozoo non viene rilevato dagli esami colturali, eseguiti di norma per batteri e per miceti. È possibile evidenziarne la presenza in strisci ottenuti per scraping delle lesioni, sottoposti ad opportune colorazioni; altre possibilità diagnostiche sono la valutazione mediante microscopia confocale in vivo e l'identificazione del germe mediante metodica PCR su prelievo lacrimale. Recentemente è stata descritta una tecnica innovativa, basata sull'osservazione di un prelievo corneo-congiuntivale per scraping in microscopia elettronica a scansione (SEM); si tratta di una metodica sofisticata, ma molto sensibile, se l'osservazione segue criteri standardizzati. Altre cause frequenti di cheratiti infettive sono le diffusioni di sindromi virali da Adenovirus, o legate agli Herpesvirus.

## Sintomi e segni
La maggior parte dei pazienti affetti da una cheratite herpetica stromale presenta un'anamnesi positiva per cheratite erpetica dendritica epiteliale. Qualche volta con un congruo intervallo di tempo tra un fenomeno e l'altro, talvolta in successione senza momenti di reale guarigione. 
In alcuni soggetti tuttavia, il quadro parte primitivamente come stromale. 
Altre volte ancora una cheratite epiteliale segue a un'infezione ad esordio primitivo stromale. 
La comparsa di un coinvolgimento stromale rappresenta comunque il passaggio ad uno stadio molto più grave della malattia, capace di compromettere permanentemente la visione. 
I sintomi, a parte l'offuscamento visivo, sono del tutto aspecifici. Indolenzimento e lacrimazione sono i più frequenti, spesso difficili da interpretare se visti in uno sfondo di alterazioni strutturali della cornea, sofferenza endoteliale, uveite e pressione oculare elevata. In alcuni casi vi è predominanza di fenomeni di infiltrazione infiammatoria ed edema stromale, mentre in altri il quadro è prevalentemente quello della neovascolarizzazione e dei fenomeni cicatriziali. 
Una cicatrice biancastra è di solito il risultato di questa cheratite e dal momento che il suo trattamento spesso richiede una terapia steroidea è bene che sia clinicamente differenziata da un infiltrato infiammatorio. 
Talvolta la formazione della cicatrice è preceduta da un assottigliamento o da un ispessimento dello stroma. All'interno della cicatrice si osservano spesso depositi lipidici giallastri o cristallini che possono estendersi quale conseguenza dello stato di leakage dei neovasi .
Se vi è il rischio che l'estensione degli essudati possa peggiorare la trasparenza della zona centrale della cornea, producendo un peggioramento della visione, può essere utile tentare la chiusura dei vasi afferenti con il laser ad argon (eseguita sotto copertura antivirale ed antinfiammatoria). I risultati sono spesso discutibili e la procedura è in disuso.

## Diagnosi e terapia
La cheratite Herpetica stromale è un evento patologico grave non sempre facilmente controllabile mediante le terapie disponibili, soprattutto se la diagnosi non viene fatta tempestivamente e la terapia non viene attuata immediatamente. La valutazione delle aree epiteliali danneggiate è facilitata dall'uso di coloranti vitali, in particolare la fluoresceina, e, più recentemente, mediante utilizzo di una soluzione a base di riboflavina, che appare anche meglio tollerata (Droptest). Nelle forme herpetiche stromali tipiche l'infiammazione è distribuita irregolarmente nello stroma corneale ed è spesso accompagnata da un'uveite. Una sovrastante cheratite epiteliale può essere presente o meno. Invece si manifesta spesso un edema dell'epitelio (con micro e macro bolle).
Le cellule infiammatorie infiltrano lo stroma a tutti i livelli e possono essere presenti aree di necrosi. Il processo si può estendere dalla membrana di Bowmann a quella di Descemet (strati della cornea). L'endotelio può essere interessato da edema, infiltrazione di cellule infiammatorie e, talvolta, al di sotto della lesione stromale è visibile un'essudazione fibrinosa. Precipitati sono spesso visibili. A livello dell'umor acqueo si apprezza un Tyndall plasmatico e cellulare (materie circolanti all'interno del bulbo oculare). A livello dell'angolo si ha spesso un edema delle bande trabeculari, con un fenomeno di trabeculite che spiega l'associazione non infrequente di ipertono nei pazienti malati. Fenomeni di interessamento dell'iride e del corpo ciliare sono spesso frequenti, anche se è abbastanza raro che lascino segni riconoscibili clinicamente (aree di atrofia iridea). Sinechie posteriori possono essere individuate a causa del processo infiammatorio. 
La cheratite stromale è frequentemente associata alla presenza di un'ulcera epiteliale che coinvolge lo stroma. Queste ulcere possono presentare bordi necrotici ed approfondirsi fino alla perforazione.
Il virus dell'herpes simplex è associato a diverse classi di antigeni: 
- Antigeni solubili rilasciati dalle cellule infettate lisate;
- Antigeni aderenti alla superficie delle cellule infette;
- Antigeni formati da larghe proteine insolubili derivate dal capside virale;

Ognuno di questi antigeni può reagire con anticorpi, complemento o cellule sensibilizzate, dando luogo alla risposta immune.
Sebbene siano state individuate saltuariamente delle particelle virali nello stroma degli occhi affetti da cheratite Herpetica, nella maggior parte dei casi la malattia stromale ha le caratteristiche tipiche di un processo immune piuttosto che quelle di un'infezione. Gli infiltrati, infatti, appaiono composti principalmente da macrofagi e linfociti. 
Nei casi di cheratite herpetica stromale necrotizzante si suppone invece che i due fenomeni infettivo ed immune siano presenti allo stesso tempo. 
Studi recenti hanno rilevato sequenze di DNA herpetico in cornee umane che non avevano mai avuto fenomeni clinici riferibili a malattie herpetiche, suggerendo che un'infezione herpetica latente può essere presente a livello dell'endotelio e dei cheratociti, senza segni clinici. I LATs Durante lo stato di infezione latente il virus dell'Herpes non è inattivo, ma produce costantemente RNA virale chiamato Latency Associated Transcripts (LATs).
Quando è in questo stato latente non si possono isolare particelle virali se non si praticano colture di cellule prelevate dal paziente.
I LATs possono invece essere utili marcatori della presenza di un'infezione herpetica in corso di infezione latente. 
Si sospetta inoltre che i LATs possano giocare un ruolo nella riattivazione della replicazione virale.
La presenza di uno stato di infezione latente a livello corneale potrebbe consentire una riattivazione e una replicazione locale del virus, senza necessità di una riattivazione a livello del ganglio. Dati recenti mostrano inoltre che l'infezione latente si può localizzare a livello delle cellule endoteliali e dei cheratociti ed essere il punto di partenza di una infezione herpetica stromale. 
Alcuni ceppi di Herpes inoltre sembrano mostrare una certa tendenza a dare luogo alla localizzazione stromale della malattia.

## Cheratite interstiziale
In questa forma è presente un'infiltrazione stromale in presenza di un epitelio intatto. L'infiltrazione può svilupparsi in chiazze singole o multiple e coinvolgere alcuni strati o tutto lo spessore dello stroma. L'evoluzione è cronica, di solito indolente e persiste per molti mesi. La caratteristica della mancanza del dolore la fa distinguere tipicamente dalle infiltrazioni presenti nelle infezioni fungine talvolta di aspetto e decorso simile che sono invece caratterizzate da dolore intenso. 
Una neovascolarizzazione corneale che si spinge verso questi infiltrati è un reperto classico, che può comparire in ogni momento, sia precoce che tardivo, ed a qualsiasi livello di profondità dello stroma. I vasi sono circondati da un tessuto granulare di infiltrazione. 
Quando l'infiammazione cessa, questo tessuto granulare scompare ed i vasi possono apparire privi di sangue. La ricanalizzazione di questi vasi è il primo segno della riattivazione del processo infiammatorio. 
Questo tipo di infiammazione è ritenuta tipica di una risposta immune tipo antigene/anticorpo mediata dal complemento. Un edema dello stroma può essere presente, soprattutto in caso di coinvolgimento endoteliale e di solito supera i limiti dell'infiltrazione. Talvolta l'epitelio presenta una sofferenza diffusa che è possibile sia legata all'infiammazione, all'ipoestesia, alle anomalie lacrimali o alla tossicità dei farmaci utilizzati. Un coinvolgimento dell'endotelio con tutte le conseguenze del caso, è di solito la regola. Le presentazioni cliniche delle cheratiti herpetiche stromali possono assumere caratteristiche particolari quali, l'anello immune, la vasculite limbare e l'uveite.

### Anello immune
È un anello biancastro completo o più spesso incompleto di infiltrazione che compare alla periferia della cornea, separato dal limbus da uno spazio libero apparentemente indenne, che circonda le lesioni stromali. È presumibilmente il risultato della deposizione di precipitati della reazione antigene anticorpo ed è un chiaro indicatore dello stato di attività della reazione immune.

### Vasculite limbare
La vasculite limbare è una reazione iperemica edematosa della cornea, associata alla presenza di un albero di neovascolarizzazione focale che si spinge verso gli infiltrati stromali e che può anche giungere ad interessare due quadranti. Anch'essa rappresenta un segno di attività immune.

### Uveite
Un'uveite è invariabilmente presente nelle fasi attive anche se difficilmente monitorabile per la presenza delle opacità corneali. Se si associa una trabeculite si ha un innalzamento della pressione oculare.

## Cheratite disciforme
È caratterizzata dalla presenza di un'area di edema stromale circoscritta, per lo più localizzata nelle porzioni centrali o paracentrali della cornea, associata ad un risentimento endoteliale, con precipitati cheratici il quadro è indicativo di una reazione immunologica verso le componenti virali o verso cellule endoteliali alterate dall'infezione virale.
Normalmente l'epitelio non è interessato, tuttavia quando il deficit endoteliale è marcato o è in atto da molto tempo, si possono formare micro e macrobolle epiteliali con fenomeni ulcerativi dell'epitelio. 
Sebbene non chiarita con certezza si ritiene che la presenza attiva del virus possa essere una delle caratteristiche dei quadri di cheratite disciforme in particolare quelli che partono come cherato endotelite e sono caratterizzati da una reazione dell'acqueo, mentre più controversa sarebbe la dimostrazione di virus vitale nei casi a partenza stromale che degenerano in cherato endotelite, nei quali il processo sarebbe prevalentemente immunitario. 
Tipicamente si ritiene comunque che il processo infiammatorio nella cheratite disciforme sia cellulo mediato e caratterizzato dalla presenza di linfociti, plasmacellule e leucociti. Essa può rappresentare quindi il risultato di una reazione immune verso: un'infezione virale dell'epitelio, la presenza di DNA virale nello stroma, un'infezione virale stromale attiva, la presenza di residui virali antigenici nello stroma. Sono stati, inoltre, dimostrati elementi antigenici virali nell'endotelio di cornee con cheratite disciforme.

## Cheratite nummulare
La cheratite nummulare è un'infiammazione virale che provoca la formazione, al centro della cornea, di opacità discoidi. Si caratterizza per la presenza di infiltrato infiammatorio sopra e sotto la membrana di Bowman corneale che determina la comparsa di lesioni multiple biancastre e granulari circoscritte da opacità corneali diffuse. È una complicanza frequente delle cheratiti da virus come influenza, morbillo, scarlattina, varicella/herpes zoster.

## Cheratite stromale necrotizzante
La cheratite stromale necrotizzante si manifesta come un'infiltrazione bianco-giallastra nello stroma corneale. L'infiltrazione e la necrosi sono le caratteristiche cliniche predominanti. Di solito questo tipo di presentazione avviene in cornee precedentemente affette da una cheratite herpetica. Può essere, quindi, l'evoluzione di una cheratite epiteliale, di una forma stromale disciforme, di una stromale superficiale o di qualsiasi combinazione di forme. 
Secondo alcuni i segni clinici che 
indicherebbero la presenza di virus vitale in Camera Anteriore sarebbero:
- la sofferenza endoteliale;
- l'aumento della pressione oculare;
- difetti focali a carico del pigmento irideo;
- ogni uveite che non risponde agli steroidi;
- la positività alla colorazione con perossidasi o immunofluorescenza di anticorpi contro le componenti virali di campioni di colture da umore acqueo ottenuto con una paracentesi della CA.

Nei casi più lievi gli infiltrati appaiono localizzati, ma nei casi più gravi si presenta un aspetto simile ad un ascesso con un infiltrato bianco giallastro che occupa quasi l'intero spessore stromale. 
Spesso si forma un'ulcerazione dell'epitelio soprastante con edema e neovascolarizzazione. Un'uveite più o meno grave è la regola, talvolta con ipopion e ipertensione oculare. 
Una superinfezione batterica o da fungo, così come una perforazione corneale rappresentano possibili complicazioni. Si ritiene che la cheratite stromale necrotizzante rappresenti un'infezione virale diretta dello stroma associata o seguita da una risposta immune. 
È quindi evidente che esiste una variabilità nell'aspetto della cornea durante la cheratite herpetica stromale ed è indispensabile saper riconoscere dall'aspetto della presentazione il livello di attività del processo e quindi il rischio per il paziente. Così una cheratite stromale superficiale e in assenza di neovascolarizzazione rappresenta un fenomeno relativamente leggero mentre un'infiltrazione a tutto spessore associata a un'uveite è un fenomeno che rappresenta un considerevole rischio per la salute dell'occhio.

### Terapia delle cheratiti herpetiche stromali
Il trattamento della malattia stromale e della cheratite disciforme è molto complesso e talvolta richiede procedimenti chirurgici quale la cheratoplastica perforante che tuttavia ha in questa patologia una percentuale di successi a lungo termine assai più bassa della media. 
La somministrazione di corticosteroidi è un punto molto delicato nella terapia dell'herpes stromale, mentre il loro uso è assolutamente controindicato nella cheratite epiteliale, la terapia con steroidi topici in associazione con gli antivirali è un punto cardine della terapia dell'herpes stromale. 
Il presupposto è che è estremamente importante ridurre il più possibile l'infiammazione a livello della cornea, dal momento che l'infiammazione, alterando i rapporti tra le fibre collagene e la matrice può ridurre la trasparenza della struttura. 
L'infiammazione nell'herpes stromale ha origini immunologiche ed è quindi logico combatterla con sistemi immunodepressivi. 
Gli steroidi possono modificare la risposta immune in modi differenti:
- applicati topicamente, inibendo la chemiotassi e limitando la degranulazione dei polimorfo nucleati, possono in qualche modo limitare la produzione locale di anticorpi.
- Sembrano avere un'azione maggiore sulle risposte da ipersensibilità mediate da anticorpi umorali che su quelle cellulo-mediate, anche se si conosce, comunque, una capacità di distruggere i linfociti sensibilizzati.

Gli steroidi sono in realtà associati a una quantità di complicazioni che devono essere tenute presenti ogni qualvolta si prospetta la loro utilizzazione in una cheratite herpetica.
- Aumentano la replicazione virale nelle cellule dell'epitelio.
- La dimostrazione di virus replicanti anche nello stroma corneale suggerisce che gli steroidi possano aumentare la replicazione virale anche nel corso di cheratiti stromali. Il problema non è ancora chiarito e l'uso degli steroidi deve essere comunque anche in queste forme attuato con attenzione.
- L'uso topico di steroidi può consentire l'instaurazione di infezioni secondarie da batteri e funghi.
- L'aumento della pressione oculare non è raro nei pazienti che sono steroid responder.

Un aumento della pressione oculare non riconosciuto non è un'evenienza difficile, perché si può avere qualche riserva a misurare il tono oculare in un paziente con cheratite; questo può avere effetti devastanti per il nervo ottico ed il recupero funzionale del paziente. 
La formazione di cataratte sottocapsulari posteriori è una complicazione di ogni terapia steroidea topica prolungata. 
L'effetto rimbalzo con una ripresa dell'infiammazione è quasi costantemente osservabile nel caso gli steroidi vengano ridotti o sospesi.
Talvolta può essere un fatto molto grave responsabile di fenomeni di perforazione corneale, sembrerebbe che si abbia un'iperproduzione di anticorpi verso gli antigeni dell'herpes. 
Ciò nondimeno, anche se pericolosa potenzialmente, la terapia steroidea è un tempo fondamentale dell'approccio alla cheratite stromale herpetica.
Nelle infezioni epiteliali vi è molto spesso un coinvolgimento dello stroma anteriore, in cui si apprezza un edema del tessuto nella regione sottostante la membrana di Bowman, qualche zona di necrosi e un'infiltrazione di cellule infiammatorie, per lo più leucociti. Normalmente questo tipo di coinvolgimento stromale lascia opacità minime, ma può residuare un'irregolarità della superficie corneale che può permanere anche mesi. Se è possibile, tuttavia, è opportuno astenersi dall'utilizzare cortisone in queste forme, dal momento che nei soggetti che hanno usato cortisone nel trattamento della forma epiteliale si osserva una più facile conversione a malattia herpetica stromale.

#### Vaccino per la cheratite
Una proposta interessante è la possibilità di utilizzare vaccini nel tentativo di ridurre la frequenza e l'aggressività delle recidive, sebbene questi vaccini siano sul mercato da diverso tempo, con report di impressioni cliniche anche molto favorevoli, mancano ancora i risultati di un trial clinico affidabile che ne confermino la reale attività.